# Romane Neufkens
Romane Neufkens (1 mei 2005) is een Belgisch volleybalster.

## Levensloop
Neufkens begon met volleyballen op driejarige leeftijd bij VC Lessines. Vanaf het tweede middelbaar was ze aan de slag bij Govok Gooik en vervolgens ging ze naar de Topsportschool Vilvoorde. In haar laatste jaar daar had ze een dubbele licentie bij Asterix Avo Beveren. Met deze club won ze in 2022-'23 zowel de landstitel als de Beker van België.
Daarnaast is ze actief bij de Young Yellow Tigers.